# Hans Kundt
Hans Anton Wilhelm Friedrich Kundt (Neustrelitz, Mecklemburgo, Confederación Alemana del Norte; 28 de febrero de 1869 - Lugano, Suiza; 30 de agosto de 1939) fue un militar alemán que provenía de una familia de oficiales. Fue la principal figura militar en Bolivia en las dos décadas anteriores a la Guerra del Chaco.

## Biografía
Kundt nació el 28 de febrero de 1869 en Mecklemburgo, en la entonces Confederación Alemana del Norte. Sirvió en 1902 como Capitán del Estado Mayor General del Imperio Alemán. Llegó a Bolivia en 1908, durante el primer gobierno del presidente Ismael Montes Gamboa, en calidad de jefe de la misión alemana de adiestramiento.
Gozaba de una excelente relación con el gobierno y el Ejército boliviano, adquiriendo una reputación de gran administrador y entrenador de tropas. En 1911, durante el gobierno del presidente Eliodoro Villazón Montaño, Kundt inició la reorganización del Ejército de Bolivia según el modelo prusiano.

### Primera Guerra Mundial
Al estallar la Primera Guerra Mundial, Kundt se encontraba de vacaciones en Alemania. Comandó un regimiento en el Frente Oriental, donde se enfrentó a las tropas del Imperio Ruso. También prestó servicio en el Frente Occidental como jefe de Estado Mayor y como Comandante de la 42.º Brigada de Infantería. Terminada la guerra, se retiró del Ejército Imperial Alemán con el rango de General de división.

### En Bolivia
En 1921 volvió nuevamente a Bolivia como civil, donde le ofrecieron los puestos de jefe de Estado Mayor del Ejército boliviano y de Ministro de Guerra, con el rango de general. Adoptó la nacionalidad boliviana y continuó la reorganización que había empezado en 1911. Se hizo muy popular, pues, al contrario de la mayor parte del cuerpo de oficiales boliviano, y siguiendo las pautas prusianas, se preocupaba por el bienestar de los soldados. En 1923 fue finalmente nombrado Ministro de Guerra. A mediados de 1930 intentó orientar a los oficiales bolivianos en cuestiones políticas a favor de la reelección del presidente Hernando Siles. Cuando éste fue derrocado, Kundt tuvo que exiliarse.

### Guerra del Chaco
Debido al fracaso de las operaciones militares bolivianas en los primeros tres meses de combate, a la popularidad que tenía en Bolivia y a la tarea de estructuración del Ejército que había realizado, el presidente Daniel Salamanca le ofreció el cargo de Comandante en Jefe.  Salamanca pensaba, además, que con esta medida podía controlar a los díscolos oficiales del Alto Mando boliviano y disponer de un "chivo emisario" en el supuesto caso de que las cosas no salieran bien. Kundt tenía entonces 63 años.

El Ejército boliviano era obra de Hans Kundt, era el ejército que desfilaba en formaciones perfectas los días de recordación cívica, era el ejército que realizó maniobras en el Altiplano provocando inquietud en los gobiernos de Chile y Perú, y era también el ejército que nunca había sido preparado para una campaña en clima tropical y terreno boscoso. (Querejazu Calvo, 1990, p. 55)

Limitado por su concepción estratégica de ocupar el territorio chaqueño para llegar al río Paraguay y creer que la podía llevar adelante con una guerra "económica" sin movilizar la totalidad de recursos militares que le hubiera dado una superioridad aplastante sobre Paraguay, Kundt trató de desalojar al Ejército paraguayo de todos los puntos intermedios a ese objetivo estratégico mediante ataques frontales típicos de la Primera Guerra Mundial y que para entonces ya habían sido superados.
Las características del teatro de operaciones chaqueño, la falta de oficiales y soldados capacitados para realizar los complejos ataques frontales, el costo en hombres que mermó sus fuerzas y la acción de la camarilla de oficiales bolivianos que sabotearon su accionar de diferentes maneras,  determinaron que tras 9 meses de ataques no lograra destruir al enemigo que hubiera sido su objetivo principal.
Cuando se vio obligado a pasar a la defensiva tras el Cerco de Campo Grande, se aferró innecesariamente al terreno conquistado. Infravaloró la capacidad ofensiva enemiga y en el momento crítico no tuvo la suficiente autoridad como para ordenar el repliegue, aún en contra de las opiniones de sus oficiales y del propio Gobierno boliviano. Kundt fue destituido de su cargo por Daniel Salamanca debido a la derrota de Alihuata y Campo Vía, donde perdió a las mejores fuerzas bolivianas. Abandonó Bolivia en 1936 para regresar a su Alemania natal. Posteriormente, ese mismo año, se instaló en Suiza.
Finalmente, Hans Kundt moriría en Lugano (Suiza) el 30 de agosto de 1939, apenas dos días antes del comienzo de la Segunda Guerra Mundial, a los 70 años de edad.

## Evaluación
Kundt gozaba de excelentes cualidades como administrador e instructor y era conocido por su inquietud por el bienestar de sus soldados, una característica poco común en la tradición militar boliviana. Aplicó las tácticas que se habían utilizado con éxito en la Primera Guerra Mundial por los alemanes y sus aliados, los ataques frontales masivos con coordinado y poderoso apoyo de artillería a los que se sumaron, a fines de esa guerra, los aviones y tanques. Carecía de conocimientos de Estado Mayor (esto lo diferenciaba nítidamente de su adversario, el general paraguayo Estigarribia). Confió excesivamente en la superioridad de los recursos de Bolivia frente a Paraguay, lo que le permitiría contar permanentemente con un ejército superior en hombres y armamentos. Creyó que esta fuerza superior era suficiente para vencer las dificultades propias del teatro de operaciones, los problemas de logística, la poca capacidad profesional de sus oficiales, la injerencia externa e interna del internismo político que afectaban a Bolivia y la heterogeneidad cultural del pueblo boliviano. Su error fue considerar que su adversario tenía los mismos problemas y carecería de su ventaja principal.
Tanto el Gobierno boliviano como las Fuerzas Armadas y el pueblo (este último engañado por una propaganda nacionalista impulsada por aquellos) creían que la guerra contra Paraguay por la posesión del Chaco sería un "paseo" militar, en el supuesto caso que aquel país se animara a ir a la guerra.
El general Kundt nunca contó, ni antes ni durante la guerra, con el apoyo incondicional de los oficiales a su cargo. Éstos lo veían como la prueba patente de su propia incapacidad y Kundt, a quien le sobraban ejemplos, no perdía oportunidad en resaltarlo. Por esta razón, a los seis meses de comandar el Ejército boliviano ya pensaba en renunciar al cargo.

"Al general Kundt, únicamente a él solo, se ha tratado de inculpar por el desastre de Alihuatá-Campo Vía. El destino de este ilustre militar estuvo marcado por el hado concupiscente de una indisciplina inficionada y el corrupto sabotaje de camarillas militares tenebrosas […] sin respetar la memoria de tantos hombres [que cayeron en la conflagración]".
General boliviano Raúl Tovar Villa, veterano de la Guerra del Chaco (en Brockmann, 2007, pág. 397)

Está pendiente de análisis por parte de los historiadores militares si la conducción del general Kundt en 1933 no fue superior a la del general Enrique Peñaranda (quien años después sería Presidente de Bolivia) que lo sucedió hasta el final de la guerra.[cita requerida]